# Festivali i Këngës 60
Festivali i Këngës 60 – 60. edycja albańskiego festiwalu muzycznego Festivali i Këngës, organizowanego przez Radio Televizioni Shqiptar (RTSH) w dniach 27–29 grudnia 2021 roku w Pałacu Kongresów w Tiranie. Koncerty na żywo poprowadzili Ardit Gjebrea, Isli Islami, Jonida Maliqi, Kelvi Kadilli i Xhemi Shehu.
Festiwal zwyciężyła Ronela Hajati z utworem „Sekret”.

## Lokalizacja

### Miejsce organizacji
Po raz kolejny, konkurs odbył się w Tiranie – stolicy i największym mieście Albanii położonym nad 3 rzekami: Lanë, Tiranë i Tërkuzë. Jest to największy ośrodek przemysłowy i centrum kulturalne kraju. Po roku przerwy, konkurs powrócił do Pałacu Kongresów – zbudowanego w 1986 roku kompleksu wykorzystywanego jako miejsce konferencji, festiwali, wystaw, uroczystości i koncertów. Główna hala kompleksu ma pojemność 2100 miejsc. Poprzednia edycja festiwalu została zorganizowana na świeżym powietrzu, na terenie Sheshi Italia (pol. Płac Włoski), placu znajdującego się w centrum Tirany, z którym sąsiaduje narodowy stadion kraju, Arena Kombëtare. Decyzja o zmianie miejsca organizacji została podjęta ze względu na rozwój pandemii COVID-19.

## Przebieg konkursu

### Geneza konkursu
W lipcu 2021 roku telewizja RTSH potwierdziła udział w 66. Konkursie Piosenki Eurowizji (2022), oraz iż reprezentant kraju zostanie wybrany w dniach 27–29 grudnia poprzez sześćdziesiątą edycję Festivali i Këngës. W listopadzie 2021 ujawniono listę 20 uczestników festiwalu, na liście znaleźli się: Alban Ramosaj, Denis Skura, Eldis Arrnjeti, Evi Reci, Endri & Stefi, Ester Zahiri, Gjergj Kacinari, Janex, Kastro Zizo, Kelly, Kejsi Rustja, Mirud, Olimpia Smajlaj, Rezarta Smaja, Ronela Hajati, Sajmir Çili, Shega, Urban Band, Viola Xhemali oraz Xhuliana Pjetra.

### Jurorzy
Skład konkursowego jury został ujawniony 27 grudnia, w nim znaleźli się:
- Anxhela Faber – blogerka,
- Anxhela Peristeri – piosenkarka, zwyciężczyni Festivali i Këngës 59, reprezentantka Albanii w 65. Konkursie Piosenki Eurowizji w Rotterdamie,
- Agim Doçi – kompozytor, m.in. albańskich utworów reprezentujących kraj na Konkursie Piosenki Eurowizji w 2004 oraz 2009 roku,
- Osman Mula – reżyser Radio Televizioni Shqiptar, kompozytor,
- Olsa Toqi – kompozytorka,
- Olti Curri – twórca tekstów, w tym m.in. zwycięskiej piosenki Festivali i Këngës 59 „Karma”,
- Rozana Radi – piosenkarka i autorka tekstów, zwyciężczyni 18. edycji Kënga Magjike (2016).

## Uczestnicy
Lista 20 artystów została opublikowana 9 listopada 2021 roku. Uczestnicy zostali wybrani przez jury w składzie: Ardit Gjebrea, Arta Marku, Elton Deda, Klodian Qafoku, Marjan Deda, Redi Treni i Zefina Hasani.
| Artysta                 | Piosenka                | Muzyka                  | Tekst                   |
| Sekcja znanych artystów | Sekcja znanych artystów | Sekcja znanych artystów | Sekcja znanych artystów |
| ----------------------- | ----------------------- | ----------------------- | ----------------------- |
| Alban Ramosaj           | „Theje”                 | Marko Polo              | Alban Ramosaj           |
| Denis Skura             | „Pse nuk flet, mama?”   | Petrit Sinameti         | Petrit Sinameti         |
| Endri & Stefi Prifti    | „Triumfi i jetës”       | Jetmir Barbullushi      | Zhuliana Jorganxhi      |
| Evi Reçi                | „Më duaj”               | Flamur Shehu            | Zhuljana Jorganxhi      |
| Gjergj Kaçinari         | „Në ëndërr mbete ti”    | Gjergj Kaçinari         | Gjergj Kaçinari         |
| Janex                   | „Deluzional”            | Janex                   | Janex                   |
| Kastro Zizo             | „Kujë”                  | Kastro Zizo             | Kastro Zizo             |
| Kelly                   | „Meteor”                | Kelly                   | Kelly                   |
| Mirud                   | „Për dreq”              | Kledi Bahiti            | Mirud                   |
| Rezarta Smaja           | „E jemja nuse”          | Shkodra Elektronike     | Shkodra Elektronike     |
| Ronela Hajati           | „Sekret”                | Marko Polo              | Ronela Hajati           |
| Sajmir Çili             | „Nën maskë”             | Sajmir Çili             | Pandi Laço              |
| Shega                   | „Një”                   | Giorgio Fusco           | Giorgio Fusco           |
| Urban Band              | „Padrejtësi”            | Urban Band              | Urban Band              |
| Sekcja nowych artystów  |                         |                         |                         |
| Eldis Arrnjeti          | „Refuzoj”               | Bujar Daci              | Eldis Arrnjeti          |
| Ester Zahiri            | „Hiena”                 | Kledi Bahiti            | Kledi Bahiti            |
| Kejsi Rustja            | „Vallëzoj me ty”        | Kejsi Rustja            | Kejsi Rustja            |
| Olimpia Smajlaj         | „Dua”                   | Genti Lako              | Olimpia Smajlaj         |
| Viola Xhemali           | „Eja si erë”            | Sokol Marsi             | Sokol Marsi             |
| Xhuli Pjetraj           | „Baladë”                | Enis Mullaj             | Eriona Rushiti          |

## Koncerty

### Noc Uczestników
Noc Uczestników odbyła się 27 grudnia 2021 roku o godzinie 21:00 czasu środkowoeuropejskiego (CET). Wszyscy artyści wykonali swoje propozycje konkursowe – 14 wykonawców z sekcji znanych artystów (wszyscy automatycznie zakwalifikowali się do finału), oraz wszystkich 6 nowych artystów (spośród których jury wybrało trzech finalistów).
| Lp. | Artysta              | Piosenka              |
| --- | -------------------- | --------------------- |
| 1   | Kelly                | „Meteor”              |
| 2   | Mirud                | „Për dreq”            |
| 3   | Urban Band           | „Padrejtësi”          |
| 4   | Evi Reçi             | „Më duaj”             |
| 5   | Kastro Zizo          | „Kujë”                |
| 6   | Ester Zahiri         | „Hiena”               |
| 7   | Viola Xhemali        | „Eja si erë”          |
| 8   | Eldis Arrnjeti       | „Refuzoj”             |
| 9   | Kejsi Rustja         | „Vallëzoj me ty”      |
| 10  | Xhuli Pjetraj        | „Baladë”              |
| 11  | Olimpia Smajlaj      | „Dua”                 |
| 12  | Shega                | „Një”                 |
| 13  | Gjergj Kaçinari      | „Në ëndërr mbete ti”  |
| 14  | Denis Skura          | „Pse nuk flet, mama?” |
| 15  | Endri & Stefi Prifti | „Triumfi i jetës”     |
| 16  | Janex                | „Deluzional”          |
| 17  | Ronela Hajati        | „Sekret”              |
| 18  | Sajmir Çili          | „Nën maskë”           |
| 19  | Rezarta Smaja        | „E jemja nuse”        |
| 20  | Alban Ramosaj        | „Theje”               |

Legenda:
     Artyści z sekcji nowych artystów, którzy zakwalifikowali się do Nocy Eurowizyjnej
     Artyści z sekcji nowych artystów, którzy zostali wyeliminowani

### Noc Nostalgii
Noc Nostalgii odbyła się 28 grudnia 2021 roku o godzinie 21:00 czasu środkowoeuropejskiego (CET). Trzech nowych artystów, którzy zakwalifikowali się już do finału, wykonało akustyczną wersję swojej piosenki, a pozostałych 14 wykonawców z sekcji znanych artystów wykonało swoją piosenkę z uczestnikami ze starszych edycji festiwalu, legendami albańskiej muzyki.
| Lp. | Artyści                             | Piosenka              |
| --- | ----------------------------------- | --------------------- |
| 1   | Evi Reçi, Liljana Kondakçi          | „Më duaj”             |
| 2   | Denis Skura, Bashkim Alibali        | „Pse nuk flet, mama?” |
| 3   | Rezarta Smaja, Irma Libohova        | „E jemja nuse”        |
| 4   | Ester Zahiri                        | „Hiena”               |
| 5   | Eldis Arrnjeti                      | „Refuzoj”             |
| 6   | Olimpia Smajlaj                     | „Dua”                 |
| 7   | Alban Ramosaj, Gjergj Leka          | „Theje”               |
| 8   | Janex, Pirro Çako                   | „Deluzional”          |
| 9   | Shega, Gili                         | „Një”                 |
| 10  | Kastro Zizo, Justina Aliaj          | „Kujë”                |
| 11  | Urban Band, Kozma Dushi             | „Padrejtësi”          |
| 12  | Endri & Stefi Prifti, Myfarete Laze | „Triumfi i jetës”     |
| 13  | Mirud, Afërdita Zonja               | „Për dreq”            |
| 14  | Ronela Hajati, Sabri Fejzullahu     | „Sekret”              |
| 15  | Gjergj Kaçinari, Mihrije Braha      | „Në ëndërr mbete ti”  |
| 16  | Kelly, Aleksandër Gjoka             | „Meteor”              |
| 17  | Sajmir Çili, Luan Zhegu             | „Nën maskë”           |

### Noc Eurowizyjna
Noc Eurowizyjna odbyła się 29 grudnia 2021 roku o godzinie 21:00 czasu środkowoeuropejskiego (CET). Podczas niej wybrany został zwycięzca festiwalu oraz reprezentant Albanii w 66. Konkursie Piosenki Eurowizji (2022) w Turynie. W Nocy Eurowizyjnej wystąpiło 17 artystów – 14 uczestników z sekcji znanych artystów, oraz 3 uczestników z sekcji nowych artystów. Podczas koncertu po raz pierwszy w historii festiwalu artyści mogli zaprezentować swoje utwory w języku angielskim.
| Lp. | Artysta              | Piosenka              |
| --- | -------------------- | --------------------- |
| 1   | Olimpia Smajlaj      | „Dua”                 |
| 2   | Denis Skura          | „Pse nuk flet, mama?” |
| 3   | Kelly                | „Meteor”              |
| 4   | Sajmir Çili          | „Nën maskë”           |
| 5   | Ester Zahiri         | „Hiena”               |
| 6   | Kastro Zizo          | „Kujë”                |
| 7   | Urban Band           | „Padrejtësi”          |
| 8   | Gjergj Kaçinari      | „Në ëndërr mbete ti”  |
| 9   | Evi Reçi             | „Më duaj”             |
| 10  | Mirud                | „Për dreq”            |
| 11  | Endri & Stefi Prifti | „Triumfi i jetës”     |
| 12  | Ronela Hajati        | „Sekret”              |
| 13  | Shega                | „Një”                 |
| 14  | Janex                | „Deluzional”          |
| 15  | Alban Ramosaj        | „Theje”               |
| 16  | Eldis Arrnjeti       | „Refuzoj”             |
| 17  | Rezarta Smaja        | „E jemja nuse”        |

Legenda:
     1. miejsce
     2. miejsce
     3. miejsce

## Pozostałe nagrody
- Nagroda orkiestry im. Ferdinanda Dedy przyznana Endri & Stefi Prifti za utwór „Triumfi i jetës”.